# Rutland (New York)
Rutland város az USA New York államában, Jefferson megyében. Lakosainak száma 3038 fő (2020. április 1.).

## Népesség
A település népességének változása:

| 2010 | 3 060 |
| 2020 | 3 038 |